# ぷらいべえと
『ぷらいべえと』は、1977年4月25日に発表された、吉田拓郎の7枚目のスタジオ・アルバムであり、初めてのカバーアルバムである。

## 背景
もともと本アルバムは制作の予定はなく、拓郎が発案したアルバム『クリスマス』の売上不振により、フォーライフが巨額の赤字を出した埋め合わせのため発売した。後藤由多加から「会社がやばい。拓郎何とかしてくれ。アルバムが大至急欲しい、何でもいい」などと泣きを入れられたが、既に約束のアルバムはリリースした後で新曲のストックは無く、思案したところボブ・ディランの『セルフ・ポートレート』を思いつき、同じコンセプトに基づいて、他人へ提供した曲と自身の愛唱歌を集めたカバーアルバムの制作を決めた。
後述のように批判的な論調が多かったこともあって、カバーアルバムは当時大流行することも無く『ぷらいべえと』の次といえるものは、甲斐よしひろがソロ名義で出した1978年5月のアルバム『翼あるもの』となる。
拓郎に次いで、男性ソロアーティストがカバーアルバムで1位を獲得するのは徳永英明の『VOCALIST 3』(2007年)まで30年間待たねばならなかった。

## レコーディング
時間がないためユイ音楽工房にいたアマチュアミュージシャンを集めて短時間で制作した関係で、スタッフ関係のクレジットが全く記載されていないが、青山徹（ギター）とエルトン永田（キーボード）と石山恵三（ベース）が何曲か参加した。ドラムを叩いているのはドラム経験のない猫の内山修だという。
スタジオもミュージシャンも時間がなくて押さえられず、毎晩夜中の0時過ぎから朝6時終わりのレコーディングで、毎晩眠くて地獄のレコーディングだったという。体調を崩し風邪を引いてしまってもタイトなスケジュールを延期することもできず、鼻声のままレコーディングしたものが数曲あるという。特に「悲しくてやりきれない」の時は鼻声のピークになってしまい、名曲を汚してしまった様で申し訳ない気持ちになったという。曲は全てスタジオレコーディングしたものでデモテープは存在しない。

## アルバムアートワーク、パッケージ
レコードジャケットも拓郎が週刊誌でキャンディーズのランちゃんを見てクレヨンで書いたもので、ランちゃんの回りを木で囲むなどの加工はしているものの『やさしい悪魔』のレコードジャケットの真ん中をくりぬいたものを参考にしたという。
レコードジャケットは全体に緑色のため、それに合わせ初版のレコード盤は緑色だった。また初回特典にはポスターが付いた。

## 批評
| 専門評論家によるレビュー                    | 専門評論家によるレビュー |
| レビュー・スコア                            | レビュー・スコア         |
| 出典                                        | 評価                     |
| ------------------------------------------- | ------------------------ |
| ニューミュージック白書                      | 否定的                   |
| あいつの切り札―松山千春から吉田拓郎まで36人 | 否定的                   |
| 歌謡ポップス・クロニクル 特集アスペクト39   | 肯定的                   |

本アルバムは2000年代から増えはじめたカバーアルバムの先駆的なもので、現在では考えられないが、当時は"創作力のダウン"や"売らんかな主義"などと酷評された。また、音楽評論家の富澤一誠は「いうなら企画物で、評価の対象にならない。ただ商売としてはうまいなと思っただけ」などと評している。
しかしながらメロディ・メーカーとしての才気やボーカリスト・吉田拓郎としての魅力も発揮したといえる。またソングライターを基本とするフォーク／ニューミュージック側のアーティストが、歌謡曲をカバーするということは、当時としてはかなり大胆な試みであったといえる。
拓郎自身「やっつけ仕事の割にはよく出来た。当時フォーライフには社員が50人いて大半が家庭を持つ人たちで、フォーライフを救わなきゃと思った。必死だったんだろう。若かったから出来た」などと述べている。

## チャート成績
カバーアルバムとして史上初のオリコン1位を獲得。皮肉なことに、この年フォーライフのアルバムで最大のセールスを記録し、フォーライフの危機を救った。売れたことに関しては「ボクのファンがこういうの聴きたがっているとは思わなかった。それは読めなかった」と拓郎は話している。パート2を作ってくれという営業サイドからの注文は頑強に断った。

## 影響
- ROLLYは中学生の時、本アルバムを聴いて、拓郎節の際立つ歌唱に驚き、まだ自作曲も1曲も作ってないのに、「自分もいつか他の人に曲を提供することがあったら、こういうアルバムを出したい」とずっと思い続けていたという[15]。

## 収録曲
- 全編曲:吉田拓郎。

1. 夜霧よ今夜もありがとう　
  - 作詞・作曲:浜口庫之助

石原裕次郎の曲のカバー。
2. 恋の歌
  - 作詞・作曲:吉田拓郎

『メモリアルヒット曲集 '70 真夏の青春』に収録された曲のリメイク。
3. 春になれば　
  - 作詞:喜多条忠 / 作曲:吉田拓郎

小坂一也に提供した曲のセルフカバー。
4. ルームライト
  - 作詞:岡本おさみ / 作曲:吉田拓郎

1973年、由紀さおりに提供した楽曲のセルフカバー。
5. いつか街で会ったなら
  - 作詞:喜多条忠 / 作曲:吉田拓郎

1975年、中村雅俊に提供した楽曲のセルフカバー。中村版は日本テレビ系ドラマ『俺たちの勲章』挿入歌。
6. 歌ってよ夕陽の歌を
  - 作詞:岡本おさみ / 作曲:吉田拓郎

1975年、森山良子に提供した楽曲のセルフカバー。
7. やさしい悪魔
  - 作詞:喜多条忠 / 作曲:吉田拓郎

1977年、キャンディーズに提供した楽曲のセルフカバー。
8. くちなしの花
  - 作詞:水木かおる / 作曲:遠藤実

渡哲也の曲のカバー。
9. 赤い燈台
  - 作詞:岡本おさみ / 作曲:吉田拓郎

1974年、小柳ルミ子に提供した楽曲のセルフカバー。
10. 悲しくてやりきれない
  - 作詞:サトウハチロー / 作曲:加藤和彦

ザ・フォーク・クルセダーズの曲のカバー。
11. よろしく哀愁
  - 作詞:安井かずみ / 作曲:筒美京平

郷ひろみの曲のカバー。
12. メランコリー
  - 作詞:喜多条忠 / 作曲:吉田拓郎

1976年、梓みちよに提供した楽曲のセルフカバー。
13. あゝ青春
  - 作詞:松本隆 / 作曲:吉田拓郎

1975年、トランザムに提供した楽曲のセルフカバー。トランザム版は日本テレビ系ドラマ『俺たちの勲章』主題歌。
また1975年つま恋、79年篠島で行われたオールナイトコンサートのオープニング曲でもある。